# Office lady

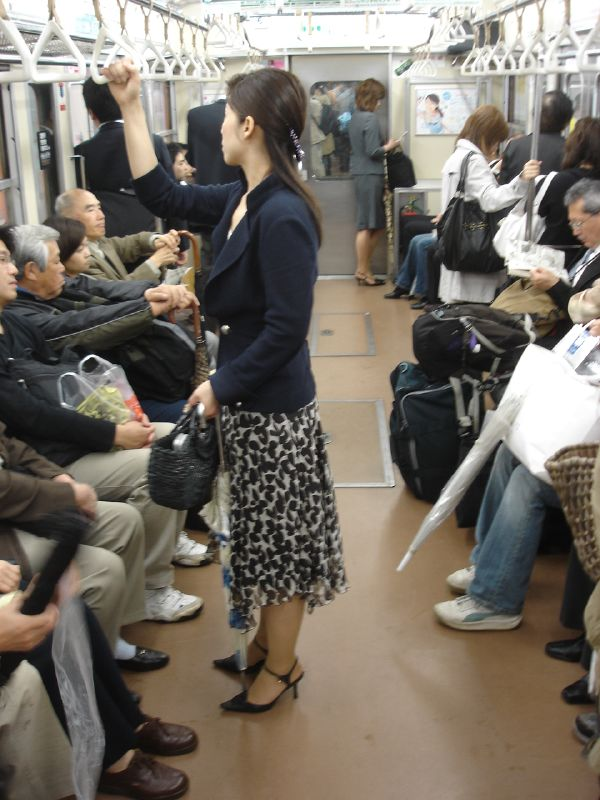
Egy office Lady a tokiói metrón

Az office lady, szó szerinti fordításban irodai hölgy, gyakran rövidítve OL (japán nyelven: オーエル), Japánban olyan női irodai dolgozó, aki általában rózsaszíngalléros feladatokat lát el, például titkársági vagy irodai munkát. Az office ladyk általában teljes munkaidős, állandó alkalmazottak. Az általuk végzett munkakörökben általában viszonylag kevés lehetőség van az előléptetésre, és általában hallgatólagosan elvárás, hogy elhagyják a munkahelyüket, amint megházasodnak.
A japán popkultúra bizonyos mértékű hatása miatt a Kontinentális Kínában, Tajvanon és Hongkongban is elterjedt a kifejezés. A szó ottani jelentése azonban kissé eltérő. A kifejezéssel néha angolszász országokban is találkozhatunk.

## Történelem
Az office ladyk számának növekedése a II. világháború után kezdődött, amikor az irodák bővültek. Először "BG-ként" ismerték őket (az "Business Girls" (üzleti lányok) kifejezésre), de később kiderült, hogy az angolul beszélők egy hasonló rövidítést, a B-girls-t használták a "bargirls" kifejezésre. A Josei Jishin, egy női magazin versenyt hirdetett, hogy jobb nevet találjanak az irodában dolgozó nőknek. A beérkezett pályázatok közül 1963-ban választották ki az Office lady nevet.
Az 1980-as években az Office lady volt a japán nők leggyakoribb munkája, és az Office ladyk a női munkaerő körülbelül egyharmadát tették ki.
Miyako Inoue szerint: "Az egyenlő foglalkoztatási lehetőségekről szóló törvényt (EEOL) 1986-ban léptették életbe, és fokozatosan kezdték alkalmazni. Az EEOL lehetőséget teremt a női munkavállalók számára, hogy jogorvoslatért folyamodjanak a tisztességtelen munkahelyi bánásmód vagy a szexuális zaklatás miatt. Bár az EEOL-nak gyakorlatilag nem volt hatása a diszkriminatív üzleti gyakorlatok megváltoztatására, a kormányzat országos szinten népszerűsítette.".

## Nemi megkülönböztetés
Különösen a 20. század végén az office ladyket gyakran passzívnak és alárendeltnek ábrázolták, mert úgy tűnt, nem törődnek az őket érő erős nemi diszkriminációval a munkahelyen. Sok office lady jól képzett volt, mégis alacsonyan képzett irodai munkásként kezelték őket, és az a tény, hogy az office ladyk általában felelősek voltak a tea felszolgálásáért az irodavezetőknek és a férfi alkalmazottaknak a munkahelyen, jelzi az Office lady-k elleni szexuális diszkrimináció létezését a nagy japán vállalatoknál.
Az office ladytől elvárták, hogy házasságkötésük után elhagyják a vállalatot. A munkáltatók ezért nem szívesen költenek külön pénzt az office ladyk képzésére.
Sok office lady azonban elégedett a vállalatnál betöltött pozíciójával és bérével, mivel nagy részük a szüleivel él, és nem kell aggódniuk a napi kiadásaik miatt. Így minden fizetésüket utazásra vagy luxuscikkekre költhetik.

## Foglalkoztatás
A japán nők munkaerő-piaci részvételi aránya 1960 óta növekszik. 1995-ben a munkaerő-piaci résztvevők közel 40 százaléka volt nő. A foglalkoztatott férfiak és nők életkori mintázata nagymértékben különbözött. A húszas éveik elején járó nők 75 százaléka dolgozik, és ez az arány jelentősen csökken, miután elérik a húszas éveik végét és a harmincas éveik elejét, amikor a legtöbbjük megházasodik és családot alapít (A harmincas éveik elején járó nők esetében ez az arány 55 százalékra esett vissza). A 34 évnél idősebb nők esetében is megfigyelhető az a tendencia, hogy részmunkaidőben térnek vissza a munkaerőpiacra, ami miatt a harmincas éveik közepe után a nők munkaerő-piaci részvételi aránya nő. A férfiak ezzel szemben folyamatosan kötődnek a munkaerőpiachoz, miután húszas éveik elején munkát kapnak. Ezért a férfiak munkaerő-piaci részvételi aránya a 30-as, 40-es és korai 50-es éveikben is magas (95%) marad.
Figyelemre méltó, hogy 1995-ben az összes női munkavállaló közel egyharmada irodai munkát végzett; a legtöbbjük office lady volt. A férfiak esetében azonban ez az arány jóval kisebb: az összes foglalkoztatott férfinak mindössze 15 százaléka volt irodai munkakörben. Bár sok nő dolgozik irodában, még mindig sokkal kevesebb lehetőségük van az előléptetésre, mint a férfiaknak. A női alkalmazottak mindössze 1 százaléka vezető vagy tisztviselő; ezzel szemben a férfiaknál ez az arány közel egyhetede.

## Hierarchiaszerkezet és feszültség
A japán vállalatoknál a szolgálati idő döntő fontosságú: nemcsak az alkalmazottak bérét, hanem a vállalaton belüli pozíciójukat is meghatározza. A rövidebb szolgálati idővel rendelkező alkalmazottaknak tiszteletet kell tanúsítaniuk a hosszabb szolgálati idővel rendelkezők iránt.
A doki szót használják a vállalathoz egy évben belépők vagy azonos szolgálati idővel rendelkezők közötti kapcsolat leírására. Ha két alkalmazott doki, akkor feltételezhető, hogy azonos pozícióban vannak. Hasonlóképpen a senpai (valaki rangidős) és kohai (valaki fiatalabb) kifejezést is gyakran használják a japán vállalatok hierarchiájának bemutatására.
Egy fiatalabb női alkalmazottnak olyan udvarias kifejezéseket kell használnia, mint a desu és a masu, amikor a senpai-jával beszél. A senpai viszont lazán beszélhet a kohai-jával.
Ha a szolgálati idő az egyetlen mérce, amely meghatározza valakinek a pozícióját a csoportban és a vállalaton belül is, akkor minden egyszerű lesz. Az office ladyk által kapott oktatásbeli különbségek azonban feszültséget okoznak közöttük. A főiskolát végzett office ladyk magasabb hivatalos rangot kaphatnak, mint azok, akik középiskolát végeztek, még akkor is, ha az utóbbiaknak hosszabb a szolgálati idejük.
Néha a végzettségük közötti különbség miatt előfordulhat, hogy egy kohai magasabb hivatalos ranggal, valamint magasabb fizetéssel rendelkezik, mint a senpai-ja. Ennek eredményeként a kohai nem hajlandó tisztelettudó lenni a senpai-jával szemben, míg a senpai igazságtalannak érzi, hogy alacsonyabb fizetést kap. Ha az office ladyk nem jönnek ki egymással a munkahelyen, akkor nem tudnak összefogni a nemi megkülönböztetés elleni küzdelemben.